# 陶布迪
陶布迪，是匈牙利南部巴奇-基什孔州所辖的一个村，总面积21.39平方公里，总人口1196，人口密度56人/平方公里（2002年）。地理坐标为46°40′59″N 19°18′11″E。